# Apharetra pyralis
Apharetra pyralis là một loài bướm đêm trong họ Noctuidae.